# Dęborzyn
Dęborzyn est une localité polonaise de la gmina de Jodłowa, située dans le powiat de Dębica en voïvodie des Basses-Carpates.